# Buddhistické koncily
Buddhistické koncily byly setkání většinové mnišské obce (sanghy), které měly vyřešit neshody v Buddhově nauce. Buddha Šákjamuni nezanechal žádný spis ani neurčil svého nástupce. Předpokládal, že po jeho smrti bude mnichy vést dharma. To i mnoho dalších faktorů hrálo roli ve schizmatech, které právě koncily měly řešit.